# 浅田寅ヲ
浅田 寅ヲ（あさだ とらヲ、Asada Torao, Asada Trawar）は、日本の漫画家。女性。バイオレンス作家を自称。茨城県出身。血液型はAB型。

## 略歴
1996年、アフタヌーン四季賞秋のコンテストにおいて「すぷーんまん3.18」が四季大賞を受賞。
講談社『月刊アフタヌーン』誌において、読切『Spoonman 3.18』でデビュー（エム・エイ名義）。
過去に「浅田ミヨコ」名義で二次創作同人誌を発行、BL（ボーイズラブ）商業誌等でも執筆していた。多田由美とともに、オルタナティブ・ロック・バンド「Alice in Chains」の熱烈なファン。同バンドのボーカリスト、レイン・ステイリーの名前と容姿が『スプーンマン』の主人公に踏襲された。

## 主な作品
QUIZ
原作：相内美生、飯野陽子、関えり香。
TBSによる同名TVドラマのアレンジ。結末がTV版とは異なる。
- 単行本 全2巻（角川コミックス・エース〈角川書店〉）
  1. 上巻（2000年7月1日） ISBN 4-04-713352-3
  2. 下巻（2000年11月1日） ISBN 4-04-713353-1

すべてがFになる
原作：森博嗣。2001年、コミックバーズ〈ソニー・マガジンズ〉。
- 単行本 全1巻（バーズコミックス〈ソニーマガジンズ〉、絶版）
  1. 全1巻（2001年9月28日） ISBN 4-7897-8380-4

- 単行本 全1巻（バーズコミックススペシャル〈幻冬舎〉）
  1. 全1巻（2002年2月23日、再版） ISBN 4-344-80033-8

- 文庫版 全1巻（幻冬舎コミックス漫画文庫〈幻冬舎〉）
  1. 全1巻（2007年6月22日） ISBN 978-4-344-81028-0

スプーンマン
2000年 - 、Bstreet〈幻冬舎〉。
友情と、家族愛が犯罪大国を背景に描かれた作品。幻冬舎『Bstreet』にて連載。同社発行の単行本は作者デビュー作の『Spoonman3.18』を収録。同誌休刊に伴い未完。
- 単行本 既刊1巻（バーズコミックス〈幻冬舎〉）
  1. 上巻（2002年9月4日） ISBN 4-344-80130-X

パイドパイパー
2002年 - 2006年、コミックバーズ〈幻冬舎〉。
若者の抗争が絶えない仮想東京。死、友情、暴力といったテーマ性がうかがえる。他作にも見られる多彩なアングルや映像効果・オノマトペの特殊な用法に加え、絶影フォント・雅楽譜・言語のナショナリティによって吹出のトーンを変える、など特に文字に関する多様なデザインが特徴的。幻冬舎で連載、同社単行本発行。
- 単行本 全6巻（バーズコミックス）
  1. 戦、1（2002年12月24日） ISBN 4-344-80171-7
  2. 戦、2（2003年8月23日） ISBN 4-344-80284-5
  3. 戦、3（2004年7月24日） ISBN 4-344-80439-2
  4. 戦、4（2005年3月24日） ISBN 4-344-80535-6
  5. 戦、5（2005年12月24日） ISBN 4-344-80678-6
  6. 戦、6（2006年6月24日） ISBN 4-344-80769-3

暴力長者
1999年、FLAT〈村田蓮爾監修合同誌、ワニマガジン社〉。
中国系アメリカ人のハーフと不思議な少女が主人公。舞台はパリ。同作家によるパイドパイパーと同じ世界でのできごとであり、本作においても絶影フォントを使ったデザインが見られる。単行本『パイドパイパー』戦、2に収録。

冷たい密室と博士たち
原作：森博嗣、2002年 - 2003年、Bstreet
- 単行本 全1巻（バーズコミックス）
  1. 全1巻（2003年12月24日） ISBN 4-344-80342-6

- 文庫版 全1巻（幻冬舎コミックス漫画文庫〈幻冬舎〉）
  1. 全1巻（2007年9月21日） ISBN 978-4-344-81111-9

甲賀忍法帖・改
原作：山田風太郎『甲賀忍法帖』〈角川文庫他〉。2003年 - 2004年、エース特濃。2004年 - 2005年、コミック新現実〈共に角川書店〉。
原作における時代背景をほぼ完全に無視した異色のファッション、デザイン、エフェクトでアレンジされた忍者活劇。『エース特濃』での連載終了後、『コミック新現実』で連載を再開したが同誌休刊に伴い未完。
- 単行本 既刊2巻
  1. 1巻（2005年2月26日） ISBN 4-04-713674-3
  2. 2巻（2005年9月10日） ISBN 4-04-713754-5

ウルトラバロック・デプログラマー
原作：いとうせいこう『解体屋外伝』。2006年 - 2010年、ヤングガンガンコミックス〈スクウェア・エニックス〉。
洗濯屋（ウォッシャー）に脳を壊された最強の洗脳解除人（デプログラマー）を描く、いとうせいこう作品の漫画化（原作は講談社文庫）。連載開始当初は『ヤングガンガン』で毎号、2007年1月より隔号（月一）掲載であったが2009年5月よりウェブコミック配信サイト『ガンガンONLINE』へ移籍し2010年11月まで連載した。
- 単行本 全5巻
  1. 1巻（2007年10月25日） ISBN 978-4-7575-2125-4
  2. 2巻（2008年9月25日） ISBN 978-4-7575-2331-9
  3. 3巻（2009年5月25日） ISBN 978-4-7575-2518-4
  4. 4巻（2009年12月25日） ISBN 978-4-7575-2759-1
  5. 5巻（2011年2月25日） ISBN 978-4-7575-3133-8

DRAMAtical Murder
原作：Nitro+CHiRAL。B's-LOG COMIC〈エンターブレイン〉。
- 単行本 既刊2巻
  1. 1巻（2013年4月1日） ISBN 978-4047288447
  2. 2巻（2014年3月31日） ISBN 978-4047296220